# 사카타 긴토키
사카타 긴토키(일본어: 坂田銀時)는 소라치 히데아키의 일본 만화 《은혼》의 주인공이다.

## 연기한 배우
성우
- 스기타 토모카즈 (텔레비전 애니메이션)
- 야구치 아사미 (텔레비전 애니메이션, 어린 시절)
- 토마츠 하루카 (텔레비전 애니메이션, 전환 편)

배우
- 오구리 슌 (실사 영화)
- 다나카 유타 (실사 영화, 어린 시절)